# Міщишин Віктор Володимирович
Ві́ктор Володи́мирович Міщи́шин (нар. 27 липня 1972)  — лейтенант Збройних сил України, командир групи спеціального призначення, розвідник, учасник російсько-української війни.
Брав участь у Революції Гідності, учасник боїв на Майдані 18-21 лютого 2014 року.

## Нагороди
- Орден Богдана Хмельницького III ст. (17.06.2022) — за особисту мужність і самовіддані дії, виявлені у захисті державного суверенітету та територіальної цілісності України, вірність військовій присязі.
- Орден За мужність II ступеня (21.07.2022) — за особисту мужність і самовіддані дії, виявлені у захисті державного суверенітету та територіальної цілісності України, вірність військовій присязі.
- Орден За мужність III ступеня (03.11.2015) — за особисту мужність, сумлінне та бездоганне служіння Українському народові, зразкове виконання військового обов'язку.
- Медаль За військову службу Україні (20.04.2022) — за особисту мужність і самовіддані дії, виявлені у захисті державного суверенітету та територіальної цілісності України, вірність військовій присязі.
- Відзнака Міністерства оборони України — нагрудний знак «Знак пошани» (20.06.2018)
- Відзнака Міністерства оборони України — нагрудний знак «Знак пошани» (04.07.2018)
- Медаль УПЦ КП «За жертовність і любов до України» (27.07.2015)
- Відзнака Начальника Генерального Штабу ЗСУ — нагрудний знак «Учасник АТО» (02.10.2015)
- Відзнака Начальника Генерального Штабу ЗСУ — нагрудний знак «За взірцевість у військовій службі» 3-го ступеня (07.07.2018)
- Відзнака МВС України «Вогнепальна зброя» (06.07.2016) — за особливі заслуги в захисті конституційних прав і свобод людини і громадянина, зразкове виконання службового та громадянського обов'язку, виявлені при цьому честь і доблесть.